# Garcinia lauterbachiana
Garcinia lauterbachiana är en tvåhjärtbladig växtart som beskrevs av Albert Charles Smith. Garcinia lauterbachiana ingår i släktet Garcinia och familjen Clusiaceae. Inga underarter finns listade i Catalogue of Life.